# Kamenná vila
Kamenná vila je novorenesanční vila v Pardubicích, č. p. 144, Bulharská ulice / ulice U Kamenné vily, postavená v letech 1913-1921 podle projektu architekta Bóži Dvořáka. Patří k nejvýznamnějším novorenesančním stavbám ve městě. Má tři nadzemní podlaží, odstupňovanou valbovou střechu a fasádu z neomítaného spárovaného lomového kamene, doplněnou reliéfy. Původně byla stavěna jako odpočinkové sídlo královéhradeckého biskupa Josefa Doubravy, kde měla být pravděpodobně umístěna Doubravova umělecká sbírka.
Budova má bohatou reliéfní a sochařskou výzdobou, jejímž autorem je Miloslav Baše, zeť architekta Dvořáka. Barevnou vitráž Madony s dítětem v západním průčelí navrhl v roce 1912 Mikoláš Aleš. Interiéry mají bohatou štukovou výzdobu a dveře jsou vyzdobeny intarziemi. 
V roce 1958 byla vila vyhlášena kulturní památkou číslo 29491 / 6-4382.
V roce 1997 byl objekt přestavěn na firemní sídlo.
Vilu použil jako kulisu režisér Jiří Strach při natáčení třídílného televizního snímku Ďáblova lest.